# Albert Grisar (regatista)
Albert Jean Martin Grisar (Amberes, 26 de septiembre de 1870-Amberes, 15 de octubre de 1930) fue un deportista belga que compitió en vela en la clase 8 Metre. Participó en los Juegos Olímpicos de Amberes 1920, obteniendo una medalla de bronce en la clase 8 Metre.

## Palmarés internacional
| Juegos Olímpicos | Juegos Olímpicos  | Juegos Olímpicos  | Juegos Olímpicos       |
| Año              | Lugar             | Medalla           | Clase                  |
| ---------------- | ----------------- | ----------------- | ---------------------- |
| 1920             | Amberes (Bélgica) | Medalla de bronce | 8 Metre (sistema 1919) |